# Anthomyia monilis
Anthomyia monilis es una especie de mosca del género Anthomyia, de la familia Anthomyiidae, orden Diptera. Fue descrita por Meigen en 1826.
Mide 5 mm de longitud. Se distribuye por Europa: Noruega, Rusia, Alemania, Países Bajos, Reino Unido, Suecia y Finlandia.